# غرينزبورو (فلوريدا)
غرينزبورو (بالإنجليزية: Greensboro)‏ هي مدينة أمريكية تقع في ولاية فلوريدا. تبلغ مساحة هذه المدينة 2.6 (كم²)،ويبلغ عدد سكانها 619 نسمة حسب إحصاء سنة 2010 م 619.تشير إحصاءات سنة 2000م بأن الكثافة السكانية في هذه المدينة تقدر بـ(238.1) نسمة/كم2 